# Count Belisarius
Count Belisarius ist ein 1938 erschienener Roman des britischen Schriftstellers Robert Graves über das Leben des oströmischen Befehlshabers Belisar aus dem 6. Jahrhundert.

## Inhalt
Im 6. Jahrhundert n. Chr. befanden sich Gallien, Hispanien und Italien in der Hand der Barbaren. Das Römische Reich überlebte nur im Osten, umlagert von Feinden auf allen Seiten. Für eine kurze Zeit hob ein einziger Mann diesen Niedergang auf, kämpfte gegen Perser, Goten und Vandalen und eroberte sogar Rom zurück – Belisarius, Reiter, Bogenschütze, Schwertkämpfer und militärisches Genie, der selbst von den Barbaren abstammte, aber sich den Titel Letzter der Römer („Last of the Romans“) verdiente.
Graves, der bereits mit I, Claudius und Claudius the God das klassische Rom zu Leben erweckte, schuf nicht weniger als eine große Leistung über das Byzantinische Reich mit diesem epischen Roman über dessen größten General.
Die Geschichte wird erzählt von einem Eunuchen, der als Sklave der Antonina dient, einer früheren Tänzerin und Prostituierten aus dem Umkreis der Begleiter der Kaiserin Theodora I. (die so schadenfroh in der skurrilen Geheimgeschichte („Historia Arcana“) von Prokopios von Caesarea beschrieben wurde).
Nach ihrer Entthronung sah sich Theodora I. gezwungen, ihre alte Vertraute Antonina mit dem großen General Belisar zu verheiraten, um dadurch sicherzugehen, diesen Mann zu manipulieren, dessen Ruhm und Tapferkeit ihn in den Augen einiger als einen Rivalen des Kaisers Justinian I. selbst erscheinen ließen.
Aufgebaut auf zahlreiche authentische Quellen erzählt Graves’ Roman eine fesselnde Geschichte von Siegen gegen alle Chancen und einer dem Untergang geweihten Eheschließung.  Eifersucht, Misstrauen und Heuchelei liegen im Zentrum des Romans. Als Justinian und Theodora einen Anschlag und eine Intrige planen, strömen politische und religiöse Interessengruppen entgegen und trotz aller Brillanz, Ehre und Loyalität von Belisar ist sein Schicksal in deren Händen unvermeidlich.
In einer Einführung zu einer Neuauflage führte die Schriftstellerin Lindsey Davis aus, dass zum Zeitpunkt des erstmaligen Erscheinens des Romans 1938 wie auch heute die Beschreibung der Belagerung einer europäischen Zivilisation passend war, und Winston Churchill Robert Graves damals gesagt habe, dass es ihm nicht möglich wäre, diesen Roman niederzulegen.

## Deutsche Übersetzung
Der Roman erschien auf Deutsch erstmals im Jahr 1939 unter dem Titel "Belisar von Byzanz" (Leipzig: Paul List Verlag), ab 1962 unter dem Namen "Belisar, der Ruhmreiche" (Stuttgart: Steingrüben Verlag).